# Liste der Kulturdenkmäler in Winden (Nassau)
In der Liste der Kulturdenkmäler in Winden sind alle Kulturdenkmäler der rheinland-pfälzischen Ortsgemeinde Winden aufgeführt. Grundlage ist die Denkmalliste des Landes Rheinland-Pfalz (Stand: 8. Dezember 2023).

## Einzeldenkmäler
| Bezeichnung                            | Lage                                 | Baujahr                            | Beschreibung                                                                                        | Bild                           |
| -------------------------------------- | ------------------------------------ | ---------------------------------- | --------------------------------------------------------------------------------------------------- | ------------------------------ |
| Wohnhaus                               | Hauptstraße 14 Lage                  | 17. Jahrhundert                    | Fachwerkhaus, teilweise massiv, 17. Jahrhundert                                                     | Fotos hochladen                |
| Wohnhaus                               | Hauptstraße 31 Lage                  | 17. oder 18. Jahrhundert           | Fachwerkhaus, verkleidet, wohl aus dem 17. oder 18. Jahrhundert                                     | BW                             |
| Katholische Pfarrkirche St. Willibrord | Mittelstraße Lage                    | 1788/89                            | vierachsiger Bruchsteinsaal, 1788/89                                                                | weitere Bilder Fotos hochladen |
| Wohnhaus                               | Mittelstraße 10 Lage                 | 17. oder 18. Jahrhundert           | stattliches Fachwerkhaus, teilweise massiv, 17. oder 18. Jahrhundert                                | Fotos hochladen                |
| Wohnhaus                               | Mittelstraße 11 Lage                 | 17. oder 18. Jahrhundert           | Fachwerkhaus, verkleidet, wohl aus dem 17. oder 18. Jahrhundert                                     | Fotos hochladen                |
| Brunnen                                | Mittelstraße, bei Nr. 13 Lage        | zweite Hälfte des 19. Jahrhunderts | gusseiserner Pumpbrunnen, zweite Hälfte des 19. Jahrhunderts                                        | Fotos hochladen                |
| Wohnhaus                               | Obertalstraße 10/11 Lage             | 17. oder 18. Jahrhundert           | Fachwerkhaus, teilweise massiv, 17. oder 18. Jahrhundert                                            | BW                             |
| Wohnhaus                               | Obertalstraße 28 Lage                | 18. Jahrhundert                    | Fachwerkhaus, teilweise verschiefert, 18. Jahrhundert                                               | BW                             |
| Alte Schule                            | Schulstraße 9 Lage                   | 1928                               | ehemaliges Schulhaus, jetzt Dorfgemeinschaftshaus; Walmdachbau im Heimatschutzstil, bezeichnet 1928 | BW                             |
| Michaelskapelle                        | südöstlich des Ortes an der K 5 Lage | 1768                               | Wegekapelle; Putzbau, wohl Fachwerk, bezeichnet 1768                                                | weitere Bilder Fotos hochladen |

## Ehemalige Kulturdenkmäler
| Bezeichnung | Lage                  | Baujahr                  | Beschreibung                                                                                               | Bild |
| ----------- | --------------------- | ------------------------ | --- | ---- |
| Wohnhaus    | Obertalstraße 29 Lage | 17. oder 18. Jahrhundert | Fachwerkhaus, verkleidet, wohl aus dem 17. oder 18. Jahrhundert; aus Denkmalliste gelöscht und abgebrochen | BW   |